# دفترچه زندان
دفترچه زندان (کره‌ای: 슬기로운 감빵생활; لاتین‌نویسی اصلاح‌شده: Seulgiroun Gamppangsaenghwal) یک مجموعهٔ تلویزیونی کره جنوبی سال ۲۰۱۷ به کارگردانی شین وون-هو و با بازی پارک هه-سو و جونگ کیونگ-هو است. این مجموعه اولین نقش اصلی پارک هه-سو به‌شمار می‌آید. این مجموعه از ۲۲ نوامبر ۲۰۱۷ تا ۱۸ ژانویه ۲۰۱۸، چهارشنبه و پنجشنبه‌ها ساعت ۲۱:۱۰ (کی‌اس‌تی) از تی‌وی‌ان برای ۱۶ قسمت پخش شد.
این مجموعه یک موفقیت تجاری بود و یکی از پربیننده‌ترین مجموعه‌های کره‌ای در تاریخ تلویزیونی کابلی است.

## بازیگران

### اصلی
- پارک هه-سو در نقش کیم جه-هیوک
- جونگ کیونگ-هو در نقش لی جون-هو

## تولید
- دفترچه زندان به کارگردانی شین وون-هو است که برندهٔ جایزهٔ کارگردانی برای مجموعهٔ پاسخ شده‌است و نویسندگی این مجموعه را جونگ بو-هون بر عهده داشته‌است.[۶][۷]
- اولین جلسهٔ فیلم‌نامه خوانی گروه بازیگران در ۱۷ ژوئیه ۲۰۱۷ در مرکز سی‌جی ئی‌اندام در سانگام-دونگ، سئول انجام شد.[۸]
- فیلم‌برداری در ۱۸ ژانویه ۲۰۱۸ به پایان رسید.[۹]